# AB Ludvig Svensson
AB Ludvig Svensson är ett textilföretag i Kinna, grundat 1887 med omkring 350 anställda och en omsättning på närmare 600 miljoner kronor.
AB Ludvig Svensson är ett familjeföretag och drivs av fjärde generationen Ludvigson. Produktområdena innefattar textil för professionell inredning såsom möbeltyg, hängande textil och solskydd samt klimatstyrande tekniska växthusvävar under varumärket Svensson.
Företaget blev känt i samband med valrörelsen 1982 då Olof Palme sade att "Går det bra för Ludvig Svensson så går det bra för Sverige.",

### Fotnoter
1. ↑  Hallands Nyheter: Ringholm på industribesök
2. ↑  Textilen 2/2002 Arkiverad 23 september 2006 hämtat från the Wayback Machine.